# Sissy Dipoko
Sissy Dipoko, de son vrai nom Catherine Elolongue Mbango, née le 21 décembre 1953 à Douala au Cameroun, est une chanteuse camerounaise.

## Biographie

### Enfance
Sissy Dipoko est née le 21 décembre 1953 à Douala. Elle est la cinquième dans une famille de huit enfants. Elle a six frères et une sœur. Elle passe son enfance et adolescence à Yaoundé, c'est là-bas qu'elle se lance dans le sport en pratiquant le basket et l'athlétisme.

### Carrière
À sa majorité, elle quitte le Cameroun pour la France, et se fait remarquer en 1980 par le chanteur camerounais Bill Loko et chante avec lui sur son plus grand tube « Nen Lambo ». Elle pose également comme modèle et mannequin pour le créateur de Mode  Paco Rabanne, qui utilise son visage pour la couverture de l'album au succès international de l'artiste Kéké Kassiry Afrika.
C'est à ce moment-là que l'artiste saxophoniste camerounais Manu Dibango la remarque. Celui-ci lui fait passer des essais lors d'un petit casting où elle interprètera la chanson Françoise de Toto Guillaume. Tombé sous le charme de sa voix, il la  recrute pour faire partie de la formation de sa troupe musicale le « Soul Makossa Gang », elle devient sa choriste officielle. C'est dans le « Soul Makossa Gang » qu'elle choisit son nom de scène : Sissy Dipoko. Sissy en référence à son sobriquet et Dipoko qui est son nom de Famille.

### Tournées avec Manu Dibango
Elle va enregistrer plusieurs albums avec lui, elle chante dans ses clips et fait le tour du monde en tournée avec lui pendant près de 8 ans. Manu Dibango et Sissy Dipoko collaborent ensemble jusqu'à la mort de celui-ci . Elle devient alors de plus en plus demandée et collabore avec les artistes les plus célèbres de la musique africaine tels que Miriam Makeba, Pierre Akendengué, Ray Lema, Guy lobé, Aladji Touré, Toto Guillaume, Tala André Marie, Moni Bilé et Dina Bell, etc. Elle rencontre aussi Nelson Mandela et Michael Jackson et devient très amie avec la chanteuse camerounaise Charlotte Mbango[réf. nécessaire].
En 1987, elle quitte les tournées de Manu Dibango car elle devient mère de son fils ainé Kevin Bouyer Elolongué qui est aujourd'hui un brillant footballeur , et qui travaille aussi dans la Finance en France.

### Collaboration américaine
En 1989, le compositeur américain Paul Simon fait appel à elle pour qu'elle devienne la chef de ses chœurs pour l'album The rythm of the saints. Elle apparait dans son clip de la chanson Proof et chante le solo de la chanson She moves on. Elle tourne avec lui jusqu'en 1991. Elle accompagne également la chanteuse française Vanessa Paradis en tant que choriste en tournée pour la promotion de son single tandem.

### Le succès de l'albumMunam
Le succès solo de Sissy Dipoko arrive en 1991. Le pianiste compositeur et arrangeur Justin Bowen compose avec elle un album sur-mesure, ce sera l'album à succès Munam. De nombreux artistes camerounais et africains de renom participent à cet album. Munam est un immense succès dans toute l'Afrique. Elle donne des concerts dans plusieurs pays d'Afrique et apparait sur plusieurs plateaux télé parmi lesquels Afrique Étoile en Côte d'Ivoire où elle sera plusieurs fois invitée.
Le tube de l'album est la chanson Munam qui veut dire mon enfant en langue douala. Dans cette chanson, elle raconte le choix de sa vie, celui de garder son enfant Kevin et de privilégier sa vie de mère célibataire à sa carrière. Cette chanson devient un hymne féministe et enthousiaste partagé par toutes les femmes africaines. Le fameux « yélélé » du refrain fait son succèsau  Cameroun et à travers le monde.
Dans cet album aux sonorités Makossa et Bikutsi, il y a d'autres tubes comme Bikutsi-hit, Mouvement Uniforme une ballade qu'elle dédie à ses parents, et Time (le temps est passé). Après ce succès, elle fait une pause en 1997 après la naissance de ses jumeaux.

### Après les années 2000
Sissy Dipoko décide de reprendre la scène et la musique en 2001, elle sort l'album L'inattendu'.En décembre 2001, à l'occasion de la journée internationale contre le Sida, elle y chante l'un de ses titres de prévention pour le préservatif. La chanson Zoétélé est l'un de ses succès[réf. nécessaire].
Elle continue sa carrière en faisant une tournée et décide de créer son label pour se consacrer à porter la voix des chanteuses africaines, elle crée Mulato Entertainment. Elle compose et chante la chanson hymne de l'équipe féminine de football camerounais « les lionnes d'Afrique » pendant la Coupe du Monde de 2015 ainsi que la chanson Les reines d'Afrique.
En 2022, elle sort un nouveau single en collaboration avec le chanteur Dina Bell, la chanson est Lo Bia Pon  qui signifie faites attention en langue Douala et elle fait le tour des médias pour le présenter,.
Elle fait aussi partie de la SONACAM (Société Nationale Camerounaise d'Art Musical) la société des droits d'auteur au Cameroun en tant que présidente de la FACSO où elle lutte pour la survie et la protection des artistes camerounais.

### Vie privée
Elle a trois enfants, et un petit-fils et vit entre Paris et le Cameroun[réf. nécessaire]. Sa belle-fille est Sabrina Bouyer , journaliste française en télévision .

## Discographie

### Albums
- 1991: Mun'am
- 2001: L'inattendu

### Singles
- 2021: Lo Pia Bon avec Dina Bell